# Monnerville
Monnerville ist eine französische Gemeinde mit 377 Einwohnern (Stand: 1. Januar 2022) im Département Essonne in der Region Île-de-France; sie gehört zum Arrondissement Étampes und zum Kanton Étampes. Die Einwohner heißen Monnervillois.

## Geographie
Monnerville liegt etwa 60 Kilometer südsüdwestlich von Paris. Umgeben wird Monnerville von den Nachbargemeinden Chalou-Moulineux im Norden, Guillerval im Osten und Nordosten, Le Mérévillois im Südosten, Angerville im Süden und Südwesten sowie Pussay im Westen.
Durch die Gemeinde führt die Route nationale 20.

## Bevölkerungsentwicklung
| Jahr                       | 1962 | 1968 | 1975 | 1982 | 1990 | 1999 | 2006 | 2019 |
| Einwohner                  | 285  | 282  | 264  | 330  | 375  | 351  | 390  | 382  |
| Quellen: Cassini und INSEE |      |      |      |      |      |      |      |      |

## Sehenswürdigkeiten
Der Glockenturm der Kirche Saint-Côme-Saint-Damien ist seit 1948 als Monument historique klassifiziert.

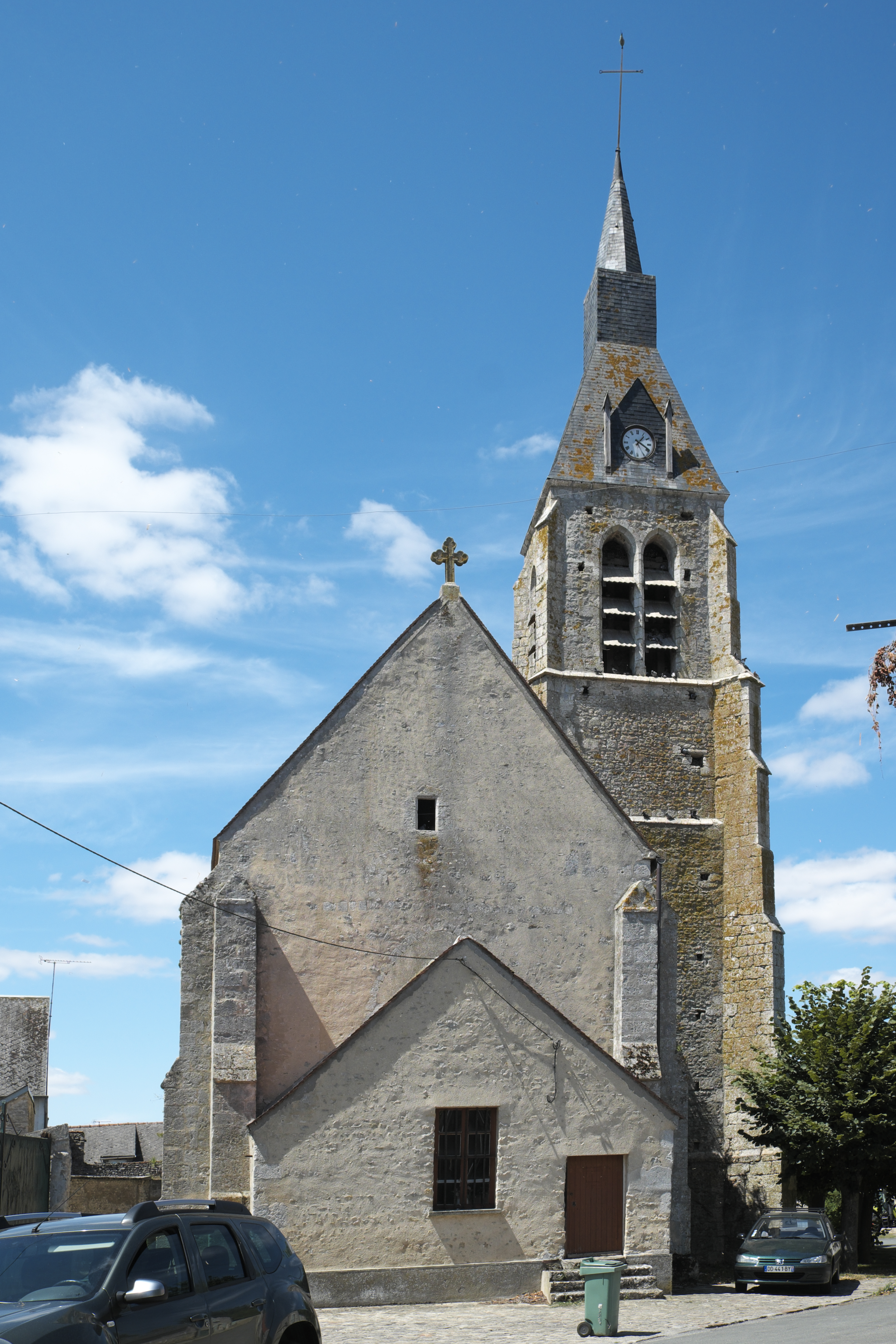
Kirche Saint-Côme-Saint-Damien
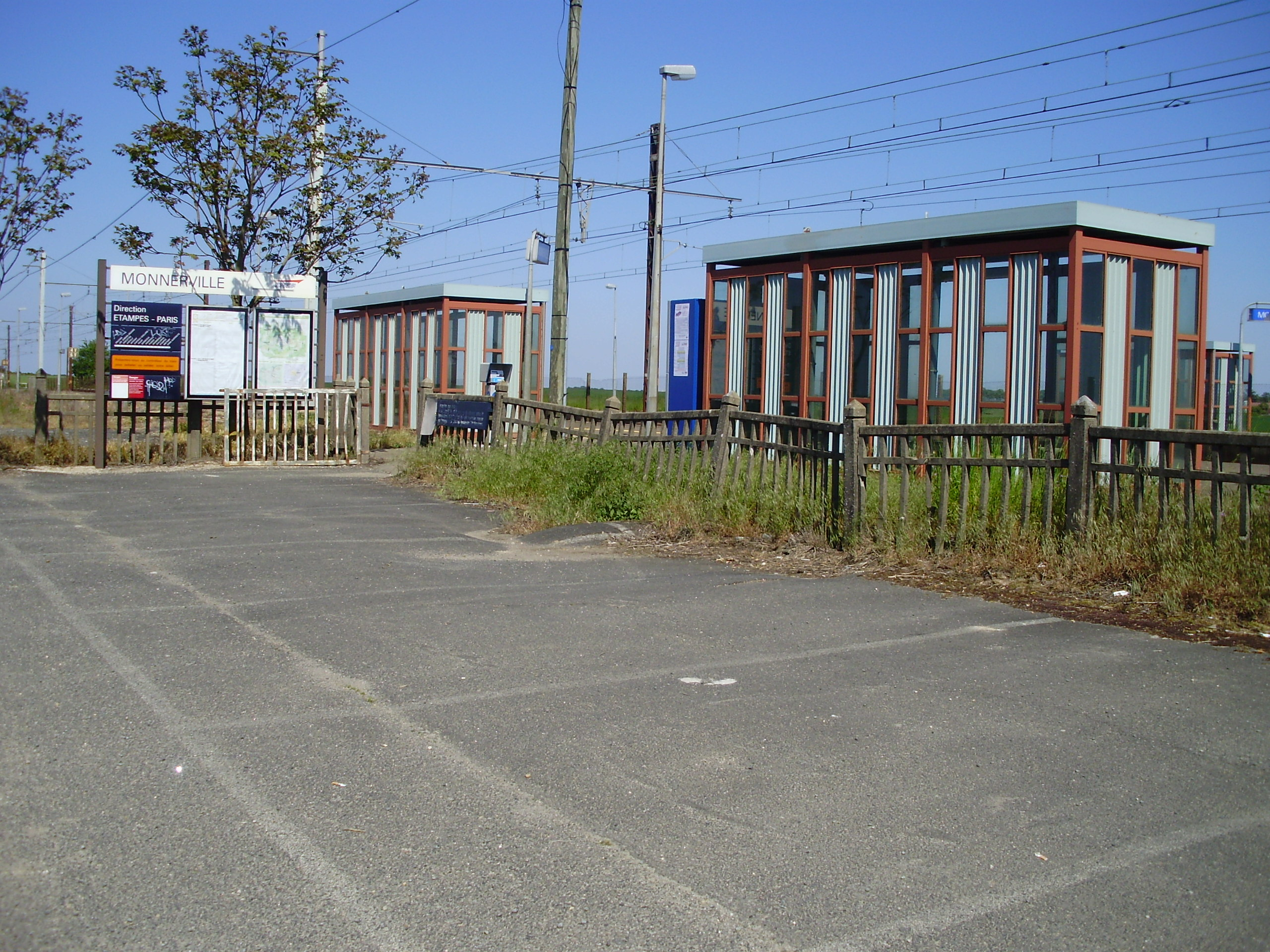
Bahnhof

## Persönlichkeiten
- Rose Caron (1857–1930), Opernsängerin